# Head-Smashed-In Buffalo Jump
Head-Smashed-In Buffalo Jump (v češtině něco jako „skok, kde si bizoni rozbíjeli hlavy“) je název bizoního skoku v Kanadě u Skalnatých hor. Tento okolo 300 metrů dlouhý sráz (vnitrozemský útes) byl dlouhou dobu používán indiánským kmenem Černonožců k lovení bizonů. Stáda bizonů byla hnána až ke srázu, do kterého bizoni padali a následkem zranění se stali snadnou kořistí pro lovce.
Díky své vysoké kulturní hodnotě byla tato oblast v roce 1981 zařazena na seznam světového dědictví UNESCO.